# 志布志港

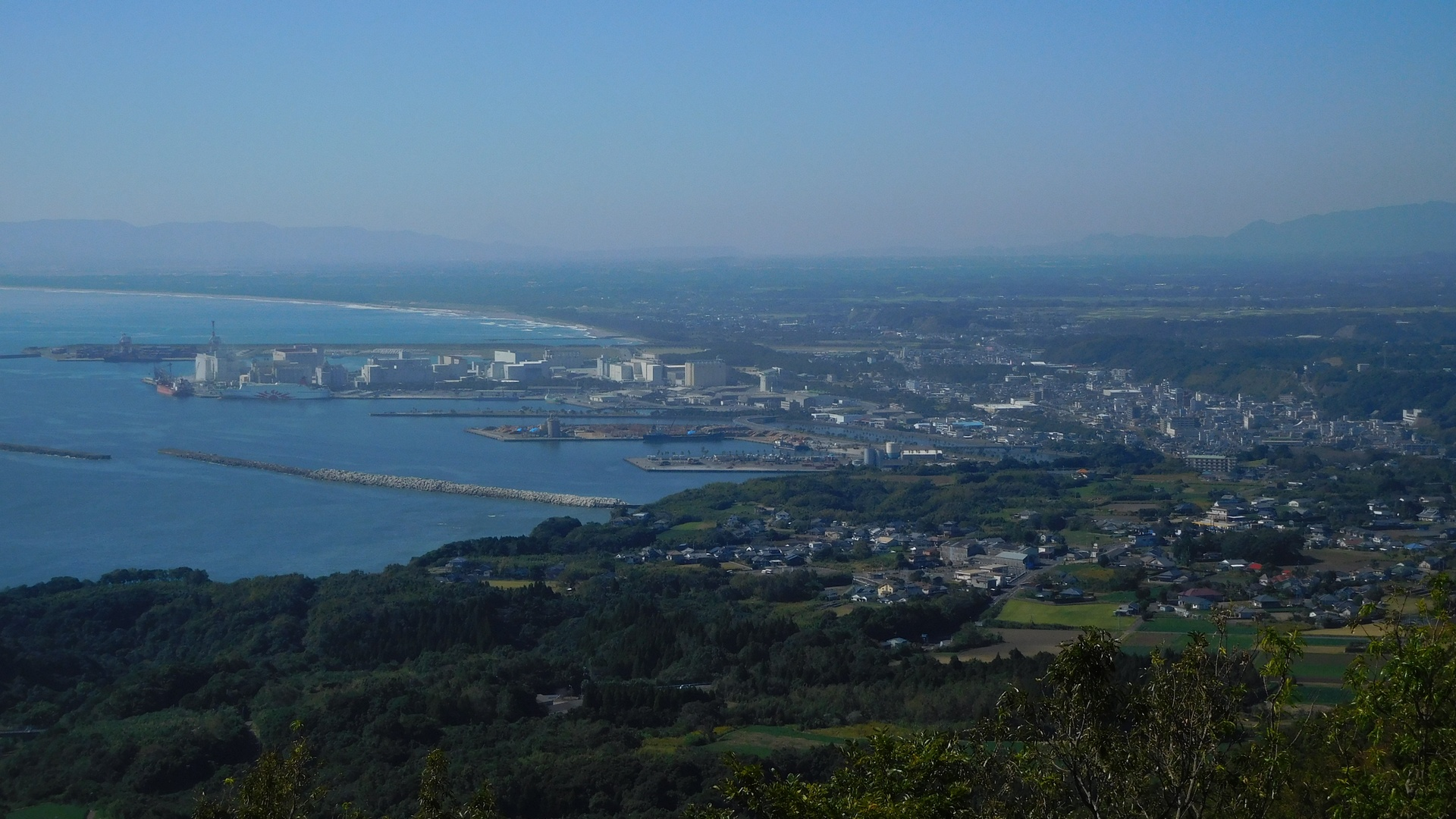
志布志港

志布志港是位于日本九州南部鹿儿岛县东部的一個港口。擺放在該港口的貨物主要是飼料，這些飼料之後再運抵至日本南九州地区（鹿儿岛县和宫崎县），這些地方是日本的畜牧业發達地區。